# モイセス・フェンテス
モイセス・フェンテス・ルビオ（Moises Fuentes Rubio、1985年9月20日 - 2022年11月24日）は、メキシコのプロボクサー。メキシコシティ出身。元WBO世界ミニマム級王者。元WBO世界ライトフライ級暫定王者。世界2階級制覇王者。

## 来歴
2007年5月31日、プロデビュー。2回TKO勝ち。
2010年2月6日、エデュアルド・ゴンザレスとWBCユース世界ミニマム級暫定王座決定戦を行い、3-0（99-95、97-93、96-95）の判定勝ちを収め、暫定ユース王座を獲得した(1度も防衛することなく返上)。
2011年2月5日、対戦相手のフアン・エルナンデスが前日軽量で体重超過がありNABF北米ミニマム級王座を剥奪されたため、エルナンデスが勝てば王座は空位になりフェンテスが勝てば新王者になるという条件で試合は行われ、プロ初黒星となる1-2(115-113、113-115、112-115)の判定負けを喫し王座獲得に失敗、王座は空位となった。
2011年8月27日、WBO世界ミニマム級王者ラウル・ガルシアと対戦し、12回2-1(2者が114-112、112-114)の判定勝ちを収め王座を獲得した。
2012年6月2日、ティフアナにて、WBC世界ミニマム級14位のフリオ・セサール・フェリックスとWBO世界ミニマム級王座の初防衛戦を行い、初回にボディショットで2度ダウンを奪いレフェリーがカウントを途中でストップし、初回2分16秒KO勝ちで初防衛に成功した。試合後のインタビューでフェンテスは「ボディ攻撃はスピード封じのため。130ラウンドのスパーリングが実を結んだ。カルデロンを引退させる」と話し、KO決着を誓った。
2012年10月6日、プエルトリコバヤモンのコリセオ・ルーベン・ロドリゲスにてジョナサン・オケンド対ウィルフレド・バスケス・ジュニアの前座で指名挑戦者でWBO世界ミニマム級2位のイヴァン・カルデロンと対戦。初回からカルデロンのスピードに攪乱されてペースを握られるも、徐々にフェンテスのボディ攻撃が実を結びペースを握り返す。4回には執拗なボディ攻撃でカルデロンの特徴であるスピードを落とすことに成功。5回開始早々ボディ連打で上体を崩すと最後は左右フックでダウンを奪い均衡を破ると、ボディ連打で2度目のダウンを奪う。最後は右ストレートが決まるとカルデロンが自分から崩れるようにダウンし悶絶。5回1分22秒TKO勝ちで2度目の防衛に成功した。
2013年3月2日、フィリピンのセブ市のウォーターフロント・セブシティ・ホテル&カジノにてWBO世界ライトフライ級王者ドニー・ニエテスと対戦し、0-1の判定で引き分けとなり王座獲得とはならず2階級制覇に失敗した。
2013年4月13日、ライトフライ級に転向するためWBO世界ミニマム級王座を返上した。
2013年9月7日、ルイス・デ・ラ・ロサとWBO世界ライトフライ級暫定王座決定戦を行い、初回からフェンテスが左右フック連打で優勢に立つと得意のボディ打ちから右フックをかぶせるとデ・ラ・ロサがロープからはみ出しスタンディングダウンを取った。その後フック連打で詰め切ったフェンテスが最後はボディからフック連打をまとめてストップを呼び込む1回2分40秒TKO勝ちを収め2階級制覇に成功した。
2014年5月10日、フィリピンのパサイのSMモール・オブ・アジア内にあるモール・オブ・アジア・アリーナでWBO世界ライトフライ級正規王者ドニー・ニエテスと王座統一戦を行い、9回2分56秒TKO負けを喫し2年2か月振りの再戦を制することができず王座統一（記録上は初防衛）に失敗、ニエテスの正規王座に吸収される形で暫定王座から陥落した。
2015年1月10日、フライ級に転向した。
2015年7月25日、シナロア州ロスモチスのポリデポリティーボ・センテナリオで元WBC世界ミニマム級王者オズワルト・ノボアとNABO北米フライ級王座決定戦を行い、6回1分1秒TKO勝ちを収め王座獲得に成功した。
2016年1月7日、WBOがWBO世界ライトフライ級王者のドニー・ニエテスと指名試合を行うよう指令を出した。
2016年12月31日、岐阜メモリアルセンターで行われた「SOUL FIGHTING」でドニー・ニエテスの王座返上に伴い元WBO世界ミニマム級王者でWBO世界ライトフライ級2位の田中恒成とWBO世界ライトフライ級王座決定戦を行い、5回1分52秒TKO負けを喫し3年ぶりの王座返り咲きに失敗した。
2017年7月8日、メキシコシティでWBC世界フライ級23位のウリセス・ララとノンタイトル10回戦を行い、10回0-2（94-97、93-97、95-95）の判定負けを喫した。
2017年10月28日、メキシコシティでWBC世界フライ級12位のウリセス・ララとフライ級10回戦を行い、初回2分40秒TKO勝ちを収め3ヵ月ぶりとなる再戦を制し前戦の借りを返した。
2018年2月4日、沖縄県立武道館でWBC世界フライ級王者の比嘉大吾と対戦し、3階級制覇を目指すが初回2分32秒KO負けを喫し、3階級制覇とはならなかった。
2018年9月15日、ラスベガスのT-モバイル・アリーナでゲンナジー・ゴロフキン 対 サウル・アルバレス第2戦の前座で元4階級制覇王者でWBC世界スーパーフライ級2位のローマン・ゴンサレスと対戦し、5回1分44秒KO負けとなった。なおこの試合でゴンザレスは20万ドル（約2200万円）、フェンテスは35000ドル（約400万円）のファイトマネーを稼いだ。
2021年10月にメキシコ・カンクンでダビド・クエリャルと試合を行い、6回でTKO負けを喫した後に脳血栓を発症して緊急手術を受けたが意識が回復せず、1年に及ぶ闘病の後に2022年11月24日に死亡した。フェンテスの死亡はWBC会長のマウリシオ・スレイマンが自らのソーシャル・ネットワーキング・サービスにて発表した。37歳没。

## 戦績
プロボクシング：33戦25勝 (14KO) 7敗 1分
| 戦           | 日付           | 勝敗 | 時間    | 内容    | 対戦相手                               | 国籍         | 備考                                  |
| ------------ | -------------- | ---- | ------- | ------- | -------------------------------------- | ------------ | ------------------------------------- |
| 1            | 2007年5月31日  | ☆    | 2R      | TKO     | デビッド・ソラーノ                     | メキシコ     | プロデビュー戦                        |
| 2            | 2007年6月30日  | ☆    | 4R      | 判定    | ビクトル・トレホ                       | メキシコ     |                                       |
| 3            | 2007年8月2日   | ☆    | 4R      | 判定    | オズワルド・ラソン                     | メキシコ     |                                       |
| 4            | 2008年4月19日  | ☆    | 2R      | TKO     | イヴァン・ディアス                     | メキシコ     |                                       |
| 5            | 2008年10月15日 | ☆    | 6R      | 判定    | パスカシオ・ザラテ                     | メキシコ     |                                       |
| 6            | 2009年1月31日  | ☆    | 8R      | 判定3-0 | ビセンテ・エルナンデス                 | メキシコ     |                                       |
| 7            | 2009年12月15日 | ☆    | 6R 0:10 | TKO     | ビクトル・トレホ                       | メキシコ     |                                       |
| 8            | 2009年5月5日   | ☆    | 5R 0:53 | TKO     | エドガル・ヒメネス                     | メキシコ     |                                       |
| 9            | 2009年7月13日  | ☆    | 1R      | TKO     | オルランド・ガルシア                   | メキシコ     |                                       |
| 10           | 2010年2月6日   | ☆    | 10R     | 判定3-0 | エデュアルド・ゴンザレス               | メキシコ     | WBCユース世界ミニマム級暫定王座決定戦 |
| 11           | 2010年6月19日  | ☆    | 6R      | 判定    | エデュアルド・ゴンサレス               | メキシコ     |                                       |
| 12           | 2010年8月21日  | ☆    | 1R 2:34 | TKO     | ホルヘ・ゲレーロ                       | メキシコ     |                                       |
| 13           | 2011年2月5日   | ★    | 12R     | 判定1-2 | フアン・エルナンデス                   | メキシコ     | NABF北米ミニマム級タイトルマッチ      |
| 14           | 2011年5月28日  | ☆    | 4R      | 判定2-0 | セルヒオ・ヌネス                       | メキシコ     |                                       |
| 15           | 2011年8月27日  | ☆    | 12R     | 判定2-1 | ラウル・ガルシア                       | メキシコ     | WBO世界ミニマム級タイトルマッチ       |
| 16           | 2012年6月2日   | ☆    | 1R 1:22 | KO      | フリオ・セサール・フェリックス         | メキシコ     | WBO防衛1                              |
| 17           | 2012年10月6日  | ☆    | 5R 2:16 | TKO     | イヴァン・カルデロン                   | プエルトリコ | WBO防衛2                              |
| 18           | 2013年3月2日   | △    | 12R     | 判定0-1 | ドニー・ニエテス                       | フィリピン   | WBO世界ライトフライ級タイトルマッチ   |
| 19           | 2013年6月28日  | ☆    | 10R     | 判定    | ヘラルド・ベルデ                       | メキシコ     |                                       |
| 20           | 2013年9月7日   | ☆    | 1R 2:40 | TKO     | ルイス・デ・ラ・ロサ                   | コロンビア   | WBO世界ライトフライ級暫定王座決定戦   |
| 21           | 2013年11月22日 | ☆    | 7R 2:46 | TKO     | オマール・サラド                       | メキシコ     |                                       |
| 22           | 2014年5月10日  | ★    | 9R 2:56 | TKO     | ドニー・ニエテス                       | フィリピン   | WBO世界ライトフライ級王座統一戦       |
| 23           | 2014年11月8日  | ☆    | 4R 1:54 | KO      | アントニオ・ロドリゲス                 | メキシコ     |                                       |
| 24           | 2015年3月28日  | ☆    | 6R      | 判定3-0 | フランシスコ・アントニオ・エルナンデス | メキシコ     |                                       |
| 25           | 2015年7月25日  | ☆    | 6R 1:01 | TKO     | オズワルト・ノボア                     | メキシコ     | NABO北米フライ級王座決定戦            |
| 26           | 2015年12月5日  | ☆    | 12R     | 判定2-1 | フランシスコ・ロドリゲス・ジュニア     | メキシコ     |                                       |
| 27           | 2016年4月2日   | ☆    | 1R      | TKO     | ロメル・アセジョ                       | フィリピン   |                                       |
| 28           | 2016年12月31日 | ★    | 5R 1:32 | TKO     | 田中恒成（畑中）                       | 日本         | WBO世界ライトフライ級王座決定戦       |
| 29           | 2017年7月8日   | ★    | 10R     | 判定0-2 | ウリセス・ララ                         | メキシコ     |                                       |
| 30           | 2017年10月28日 | ☆    | 1R 2:40 | TKO     | ウリセス・ララ                         | メキシコ     |                                       |
| 31           | 2018年2月4日   | ★    | 1R 2:32 | KO      | 比嘉大吾（白井・具志堅）               | 日本         | WBC世界フライ級タイトルマッチ         |
| 32           | 2018年9月15日  | ★    | 5R 1:44 | KO      | ローマン・ゴンサレス                   | ニカラグア   | スーパーフライ級10回戦                |
| 33           | 2021年10月16日 | ★    | 6R 2:11 | KO      | ダビド・クエリャル                     | メキシコ     |                                       |
| テンプレート |                |      |         |         |                                        |              |                                       |

## 獲得タイトル
- WBC世界ミニマム級暫定ユース王座（防衛0=返上）
- 元WBO世界ミニマム級王座（防衛2=返上）
- WBO世界ライトフライ級暫定王座（防衛0）
- NABO北米フライ級王座（防衛0）